# Fulfillment
Fulfillment (englisch Fulfilment oder Fulfillment, „Erfüllung“) ist die Gesamtheit aller Aktivitäten, die nach dem Abschluss eines Vertrags der Belieferung des Kunden und der Erfüllung der sonstigen Vertragspflichten dienen.
Grundsätzlich kann der Prozess eine Reihe von Aktivitäten umfassen – typischerweise konzentriert sich das Fulfillment jedoch auf Lagerung, Kommissionierung, Versand und Auslieferung. Teilweise werden auch Dienstleistungen wie Warenbezahlung, After-Sales-Service und Retourenabwicklung übernommen. Weitere Aufgaben, die übernommen werden können, sind die Pflege des Online-Shops und die Betreuung des Warenwirtschaftssystems (ERP-System).
Je nach Beschaffenheit der Produkte und Produktionsketten gibt es verschiedene Arten, wie und von wem Fulfillment betrieben wird. Dabei kann der Fulfillment-Anteil je gewählter Art oft optional verschieden sein. Fulfillment-Dienstleister haben unterschiedliche Leistungsspektren.
Dazu gehören insbesondere:
- Bestellungsannahme
- Lagerhaltung
- Kommissionierung
- Verpackung
- Frankierung
- Versand

Darüber hinaus kann Fulfillment auch die folgenden Aktivitäten umfassen:
- Retourenmanagement
- Ersatzteilversorgung
- Reparatur
- Entsorgung von Rückwaren
- Kundenbetreuung
- Rechnungsstellung
- Mahnung

Fulfillmentaufgaben werden oft von spezialisierten Logistikdienstleistern übernommen, die dann auch als „Fulfillment Center“ bezeichnet werden. Der Begriff des Fulfillment taucht meistens im Zusammenhang mit elektronischem Handel auf. In diesem Fall übernimmt der Logistikdienstleister alle jene Aufgaben, die nach dem Tätigen einer Online-Bestellung erfolgen. Der Betreiber des Online-Shops hat diese Aufgaben an den Spezialisten übertragen. Man spricht daher vom Business Process Outsourcing oder auch von einer „Rundum-sorglos-Logistik“. Im Zusammenhang mit E-Business-Transaktionen spricht man auch von E-Fulfillment. Teilweise werden Dienstleistungen um den Zahlungsverkehr wie Bonitätsprüfungen oder die Abtretung von Forderungen anderen Anbietern überlassen.
Große bekannte Unternehmen, die auch Fulfillment-Dienstleistungen anbieten, sind Amazon, Arvato, DHL, Fiege, Hermes, XPO Logistics und Kühne + Nagel.